# Chiesa di San Giorgio Martire (Due Carrare)
La chiesa di San Giorgio Martire è la parrocchiale di Carrara San Giorgio, frazione del comune sparso di Due Carrare, in provincia e diocesi di Padova; fa parte del vicariato di Maserà di Padova.

## Storia

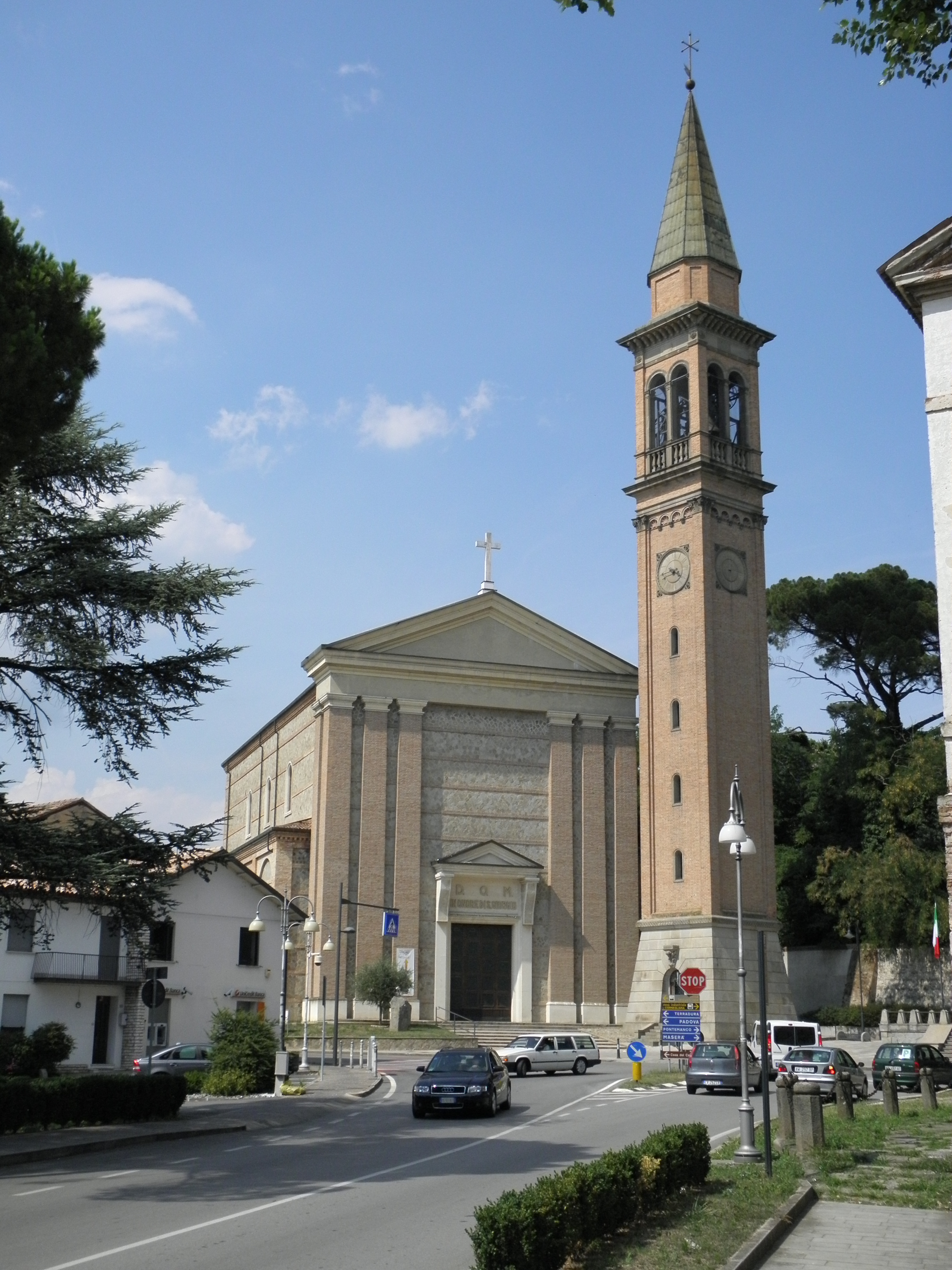
La chiesa con il campanile

La prima citazione di una chiesa a Carrara San Giorgio, annessa alla fortezza ivi presente (il cosiddetto castrum Carrariae), risale al 1194 ed è chiamata col doppio titolo di San Giorgio Martire e San Michele Arcangelo. 
Nella decima papale del 1297 la chiesa è già chiamata con il titolo attuale e, da un documento del 1449, si sa che era parrocchiale. Una nuova chiesa venne costruita tra il 1753 e il 1762 e consacrata nel 1766. 
All'inizio del XX secolo, dato il sensibile aumento della popolazione, si decise di edificare l'attuale parrocchiale, che venne aperta al culto nell'anno 1948.